# مجرای صوتی

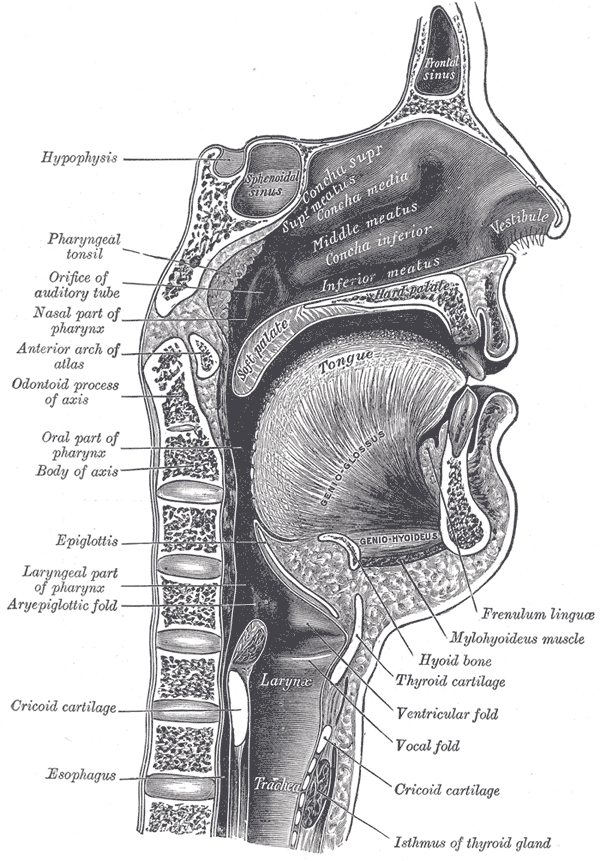
برش مقطعی از مجرای صوتی انسان

مجرای صوتی حفره‌ای در حیوانات و انسان ها است که صدای تولیدشده در منبع صوتی (حنجره در پستانداران) در آنجا فیلتر می‌شود.